# Парламент Уэльса
Парламент Уэльса (валл. Senedd Cymru, англ. Welsh Parliament), Сенедд (валл. и англ. Senedd) — законодательный орган власти Уэльса. Здание парламента расположено в Кардиффе.
Ассамблея была создана в соответствии с принятым в 1998 году правительством лейбористов Законом об управлении Уэльсом, который был частью процесса деволюции — децентрализации власти в Соединённом Королевстве. Созданию Ассамблеи предшествовал проведённый в 1997 году референдум, в ходе которого 50,3 % голосовавших высказались за создание уэльского парламента. Первый референдум по этому вопросу был проведён в 1979 году, но тогда большинство высказалось против.
За создание парламента в 1997 году выступали лейбористы, Партия Уэльса, либеральные демократы и общественные организации, в частности церковные и профсоюзные. Против деволюции выступали консерваторы.
До мая 2020 года официально назывался Национальной ассамблеей Уэльса (валл. Cynulliad Cenedlaethol Cymru, англ. National Assembly for Wales), название было изменено после принятия закона «en:Senedd and Elections (Wales) Act 2020».

## История

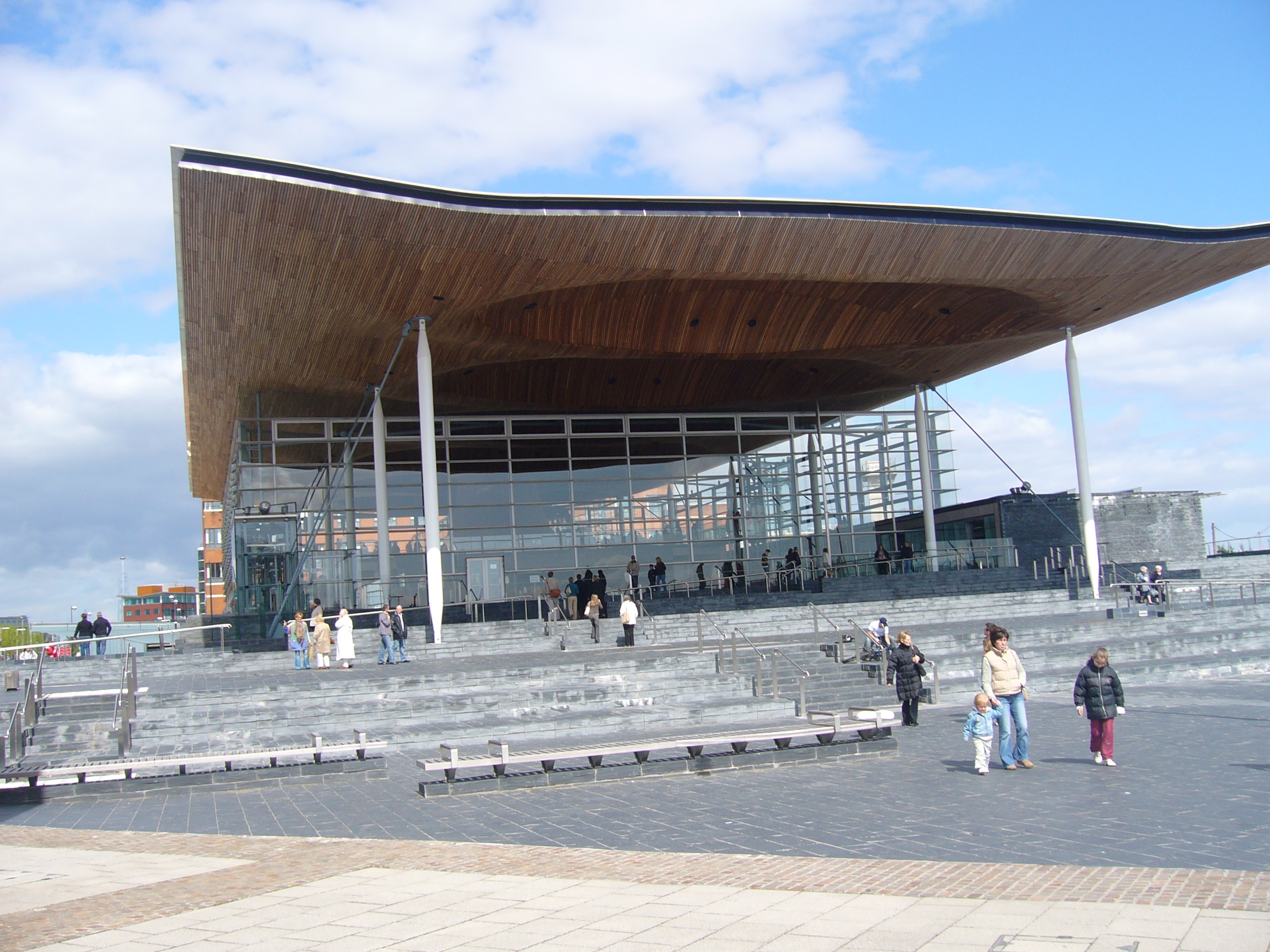
Новое здание парламента в Кардиффе

Создание министерства по делам Уэльса (Welsh Office) в 1964 году стало основой отдельной системы управления для Уэльса. В 1969 году правительство лейбористов Гарольда Уилсона создало специальную комиссию для исследования возможности деволюции в Шотландии и Уэльсе. Её рекомендации были опубликованы в 1973 году и послужили основой для документа, получившего название «Демократия и деволюция: предложения для Шотландии и Уэльса». Уэльские избиратели в 1979 году отвергли эти предложения в ходе референдума, на котором против деволюции поступило в четыре раза больше голосов, чем за. Ассамблея была создана после референдума 18 сентября 1997 года. Предложения лейбористов по управлению Уэльсом были приняты большинством в 6 721 голос из 1 112 117 поданных (50.3 % за, 49.7 % против).
В стратегии 1997 года под названием «Голос для Уэльса» лейбористское правительство выдвинуло тезис, что Ассамблея будет более демократичным, более ответственным перед избирателями способом управления, чем министерство по делам Уэльса. В течение 11 лет (до 1997 года) Уэльс был представлен в правительстве государственным секретарём, который не представлял в парламенте уэльский избирательный округ.
1 марта (в день св. Давида) 2006 года королева Елизавета II открыла в Кардиффе новое здание ассамблеи, известное как Senedd.

## Полномочия
Особенностью Национальной ассамблеи Уэльса является то, что, во-первых, она вправе принимать так называемое «вторичное законодательство», развивающее и конкретизирующее положения первичного законодательства, принимаемого британским Парламентом, которое, впрочем, не требует последующего одобрения или утверждения, но может быть обжаловано в судебном порядке. При этом, ни Закон об управлении Уэльсом, ни другое законодательство не предусматривают возможности последующего отзыва данных полномочий. Это позволяет говорить о том, что Ассамблея самостоятельна в принятии соответствующих законодательных актов, но её акты должны соответствовать законодательству, издаваемому Парламентом Соединенного Королевства. Второй особенностью является то, что Национальная ассамблея Уэльса является корпоративным органом, то есть в Уэльсе отсутствуют отдельные органы исполнительной и законодательной властей, они объединены в Ассамблее. При этом Исполнительный комитет Ассамблеи может принимать делегированное законодательство в определенных случаях, аналогичное тому законодательству, которое издают органы исполнительной власти центрального правительства Великобритании, но законодательство это должно быть одобрено Ассамблеей.

## Избирательная система
Выборы в Уэльскую ассамблею проходят по смешанной пропорциональной системе. 40 депутатов избираются по одномандатным округам, где им необходимо получить простое большинство голосов. Округа используются те же, что и при выборах в Палату общин. Ещё 20 депутатов выбираются по партийным спискам от пяти регионов, по четыре депутата от каждого: Средний и Западный Уэльс, Северный Уэльс, Центр Южного Уэльса, Юго-Восточный Уэльс и Юго-Западный Уэльс. Избиратели могут голосовать за разные партии в одномандатном округе и по спискам. Если депутат проходит по одномандатному округу, он не может быть избран по списку.
При подсчете голосов по пропорциональной системе сначала вычисляется «цифра избирательного региона». Для этого сумма голосов, полученных партией в избирательных округах, делится на количество кандидатов от этой партии, избранных в округах, плюс один. Для независимых кандидатов от избирательного региона подсчитывается количество поданных за него голосов в округах, входящих в этот избирательный регион. После этого первое место в избирательном регионе отдается партии или независимому кандидату с наибольшей «цифрой избирательного региона». Второе и последующие места в избирательном регионе отдаются партии или независимому кандидату с наибольшей «цифрой избирательного региона» после проведения пересчета в отношении партии, «цифра избирательного региона» у которой оказалась наибольшей, при этом к делителю прибавляется еще одна единица. Места от избирательного региона, которые отданы партии, заполняются лицами из партийного списка в том порядке, в котором они там фигурируют, то есть партийные списки являются жесткими. Когда партийный список окажется исчерпанным, партия больше не участвует в распределении мандатов. Если большая «цифра избирательного региона» окажется одинаковой у нескольких партий или кандидатов, а количество мест в Ассамблее не позволяет избрать их всех, то производится пересчет этой цифры с добавлением единицы к количеству голосов, отданных за каждую партию или кандидата. Если и это не поможет, то региональный избирательный служащий решает вопрос жребием.
Любое лицо на выборах в Ассамблею не может выставлять свою кандидатуру более чем в одном округе, а если оно избирается в избирательном регионе — то более чем в одном избирательном регионе, при этом оно может одновременно выставлять свою кандидатуру и в любом избирательном округе, но только входящем в данный избирательный регион.
Выборы в Парламент Уэльса проходили в 1999, 2003 2007, 2011, 2016 и 2021 годах.

## Результаты выборов

### Выборы 2003 года

#### Голосование по одномандатным округам
| Партия                       | Голоса  | Места | Изменение | Процент голосов | Изменение |
| ---------------------------- | ------- | ----- | --------- | --------------- | --------- |
| Лейбористы                   | 340 535 | 30    | +1        | 40,0            | +2.44     |
| Партия Уэльса                | 180 185 | 5     | −7        | 21,2            | −7,22     |
| Консерваторы                 | 169 842 | 1     | 0         | 19,9            | +4,08     |
| Либеральные демократы        | 120 250 | 3     | 0         | 14,1            | +0,68     |
| Вперёд, Уэльс (Cymru Ymlaen) | 117 709 | 0     | 0         | 6,2             | +5,19     |
| Прочие                       | 40 575  | 1     | +1        | 3,4             | +2,5      |

Всего голосов 851 387

#### Голосование по спискам
| Партия                | Голоса  | Места | Изменение | Процент голосов | Изменение |
| --------------------- | ------- | ----- | --------- | --------------- | --------- |
| Лейбористы            | 310 658 | 0     | −1        | 36,6            | −0,34     |
| Партия Уэльса         | 167 653 | 7     | −1        | 19,7            | −3,36     |
| Консерваторы          | 162 725 | 10    | +2        | 19,2            | +2,15     |
| Либеральные демократы | 108 013 | 3     | 0         | 12,5            | +0,63     |
| Прочие                | 71 951  | 2     | +2        | 8,9             | +2,2      |

Всего голосов 849,952
Общая явка 38.2 %

### Выборы 2007 года
Очередные выборы в Уэльскую ассамблею проходили 3 мая 2007 года.

#### Голосование по одномандатным округам
| Партия                | Голоса  | Места | Изменение | Процент голосов | Изменение |
| --------------------- | ------- | ----- | --------- | --------------- | --------- |
| Лейбористы            | 314 925 | 24    | −6        | 32,2            | −7.8      |
| Партия Уэльса         | 219 121 | 7     | +2        | 2,4             | +1,2      |
| Консерваторы          | 218 730 | 5     | +4        | 22,4            | +2,4      |
| Либеральные демократы | 144 450 | 3     | 0         | 14,8            | +0,6      |
| Независимые кандидаты | 29 699  | 1     | 0         | 3,2             | −0,2      |

#### Голосование по спискам
| Партия                | Голоса  | Места | Изменение | Процент голосов | Изменение |
| --------------------- | ------- | ----- | --------- | --------------- | --------- |
| Лейбористы            | 288,954 | 2     | +2        | 29,6            | −7        |
| Партия Уэльса         | 204 757 | 8     | +1        | 21,0            | +2,3      |
| Консерваторы          | 209 153 | 7     | −3        | 21,4            | +2,3      |
| Либеральные демократы | 114 500 | 3     | 0         | 11,7            | −0,8      |

После майских выборов 2007 года в Национальную Ассамблею Лейбористская партия всего получила 26 мест, Плайд Кимру 15 мест, консерваторы 12 мест, Либерально-демократическая партия — 6 мест. Была сформирована коалиция из Лейбористской партии и партии Плайд Кимру, они подписали договор о совместной деятельности в Ассамблее. Первый Министр Уэльса Родри Морган.